# Västra Eds kyrka
Västra Eds kyrka är en kyrkobyggnad i Edsbruk i Linköpings stift. Den är församlingskyrka i Västra Eds församling.

## Kyrkobyggnaden

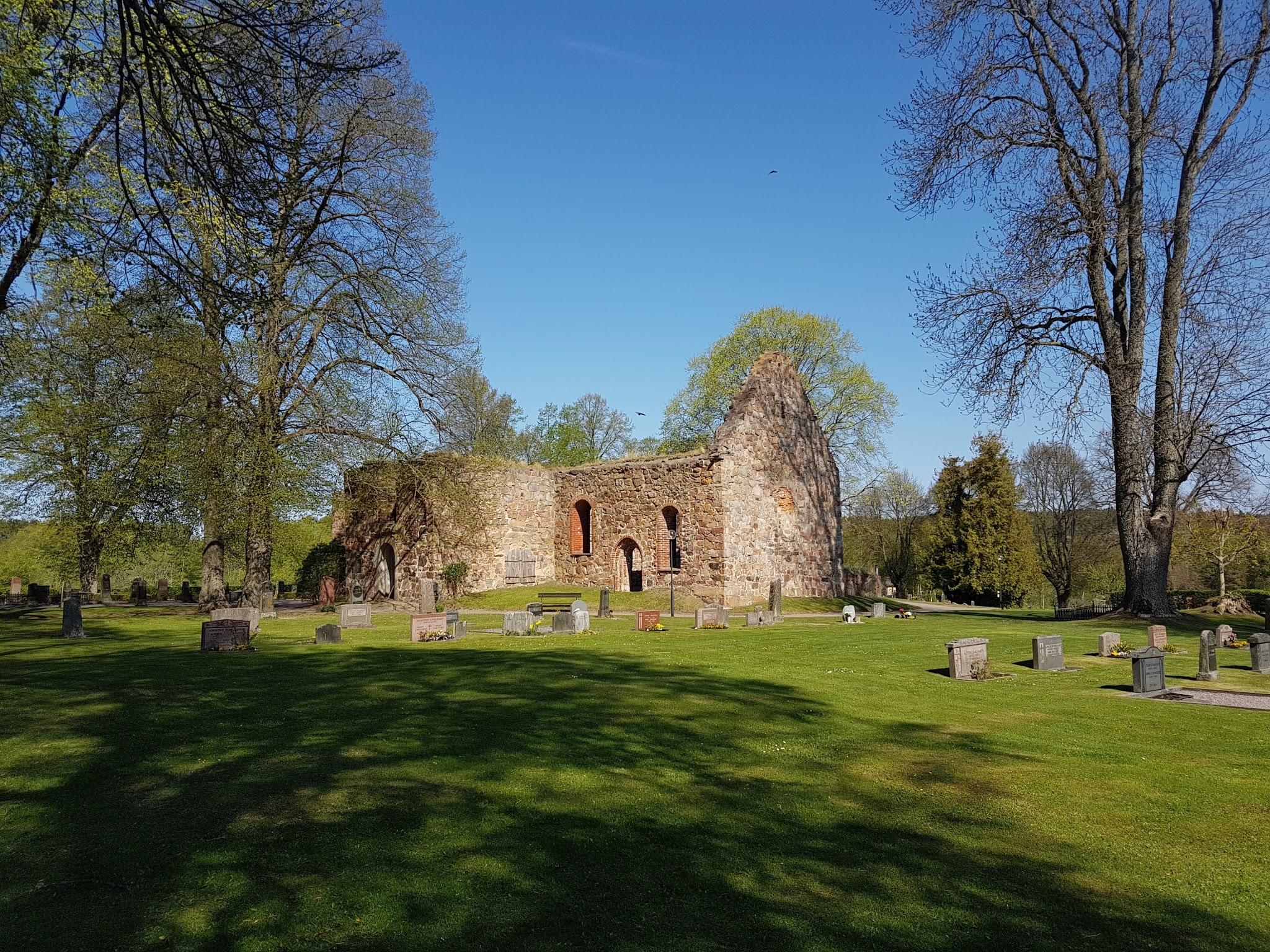
Kyrkoruinen 2016.

Ruinen av den medeltida kyrkan vittnar om tre byggnadsperioder, med den västligaste delen från 1100-talet, korsarmar från 1200-talet och koret från 1300-talet. Kyrkan valvslogs på 1400-talet och slutligen tillkom på 1760-talet det Götherhjelmska gravkoret.
Under 1800-talet ville man ha ljus och rymd i kyrkan. Den gamla kyrkan ansågs för liten. Den nya kyrkan uppfördes 1863 i nyklassicistisk stil efter ritningar av Albert Törnqvist. Den är byggd i sten i form av en treskeppig korskyrka med torn och tresidigt kor. Från gamla kyrkan flyttade man över ett helgonskåp med Katarina av Alexandria från 1520.
I och med att den nya kyrkan var klar, började den gamla medeltidskyrkan förfalla. Redan fyra år senare beslöt kyrkostämman att riva taken och påföra jord och på så sätt åstadkomma "en prydlig och passande ruin". I en inventarielista från 1867 står: "På akademiens hemställan beslöt församlingen skänka altarskåpet och vad mera kyrkan kunde ega av gamla bildverk". De flesta medeltida inventarierna förvaras nu på Statens historiska museum, bland annat ett altarskåp från 1524. Först år 1921 började man restaurera ruinen.

## Inventarier
- Helgonskåp med helgon i lövträ i skåp av furu, från sydskandinavisk verkstad under 1500-talets första fjärdedel.
- Dopfunt avgotländsk kalksten av musselcuppstyp, från 1240.

## Orgel
- 1705 byggde orgelbyggaren Johan Åhrman en orgel till kyrkan. Orgeln kostade 700 daler och arbetet utfördes av Åhrman, snickaren Michael, snickaren Matthias och smeden Jöns Jöransson. Orgeln approberades och godkändes av organisten Gottfrid Schubert i Västerviks församling.[1]
- 1864: Per Larsson Åkerman, Stockholm (1826-1876), bygger en mekanisk piporgel med 18 orgelstämmor fördelade på 2 manualer och pedal.
- 1946: Firma A. Mårtensson, Lund, bygger om orgeln till pneumatiska slejflådor. Den erhåller nu 32 stämmor på 2 manualer och pedal.

Disposition:
| Huvudverk I         | Svällverk II        | Pedal                   | Koppel           |
| Borduna 16'         | Rörflöjt 8'         | Principal 16'           | II/I             |
| Principal 8'        | Kvintadena 8'       | Subbas 16'              | 4' II/I          |
| Flagflöjt 8'        | Salicional 8'       | Gedackt 16'             | 4' I/I           |
| Gedackt 8'          | Voix céleste 8'     | Oktava 8'               | 16' II/II        |
| Gamba 8'            | Principal 4'        | Borduna 8'              | I/P              |
| Oktava 4'           | Flöjt 4'            | Nachthorn 4'            | II/P             |
| Flûte octaviante 4' | Nasard 2 2/3'       | Basun 16'               |                  |
| Kvinta 2 2/3'       | Waldflöjt 2'        | Skalmeja 4'             |                  |
| Oktava 2'           | Ters 1 3/5'         | Automatisk pedalväxling |                  |
| Kornett III chor.   | Sifflöjt 1'         |                         |                  |
| Mixtur V chor.      | Kvintcymbel 3 chor. |                         |                  |
| Trumpet 8'          | Krumhorn 8'         |                         |                  |
|                     | Tremulant           |                         | 2 fria komb.     |
|                     | Crescendosvällare   |                         | Registersvällare |

## Galleri

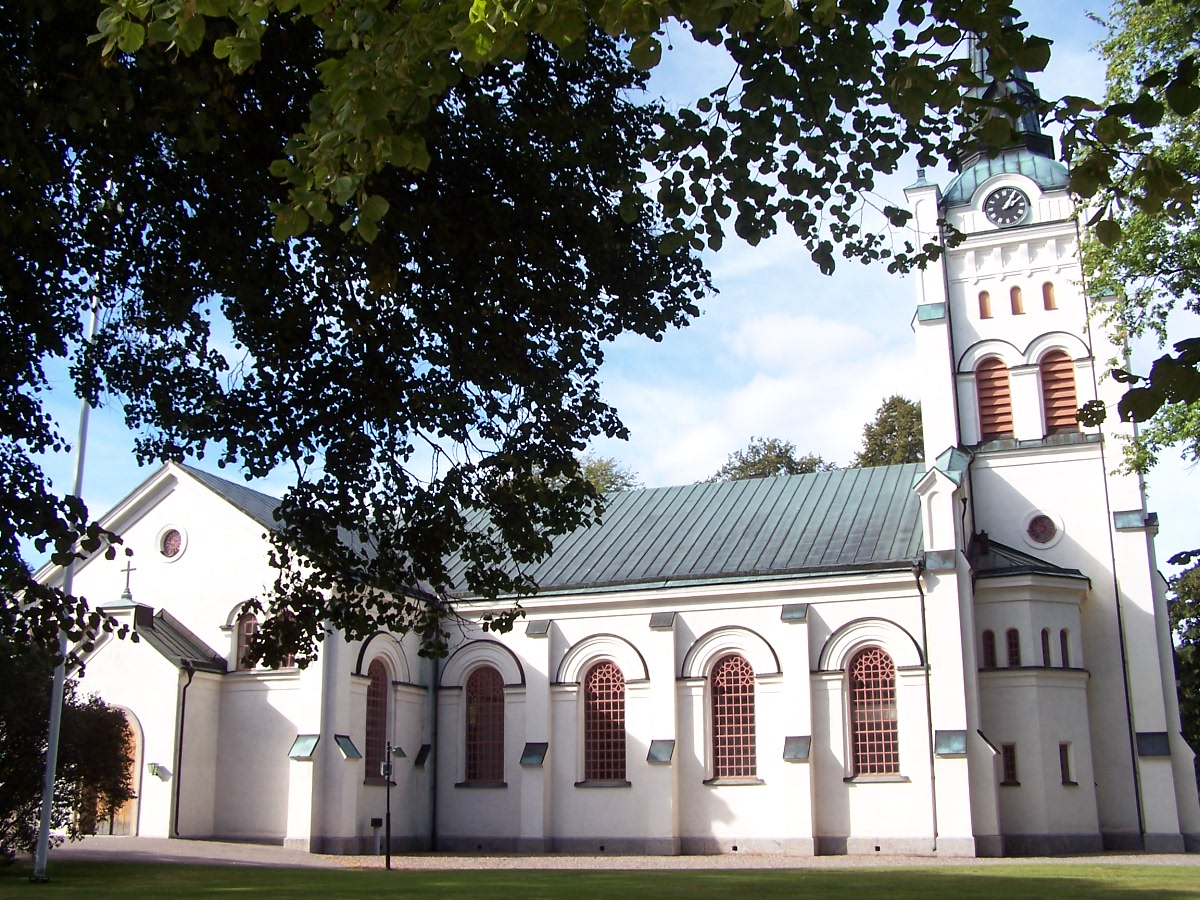
Kyrkan 2005.
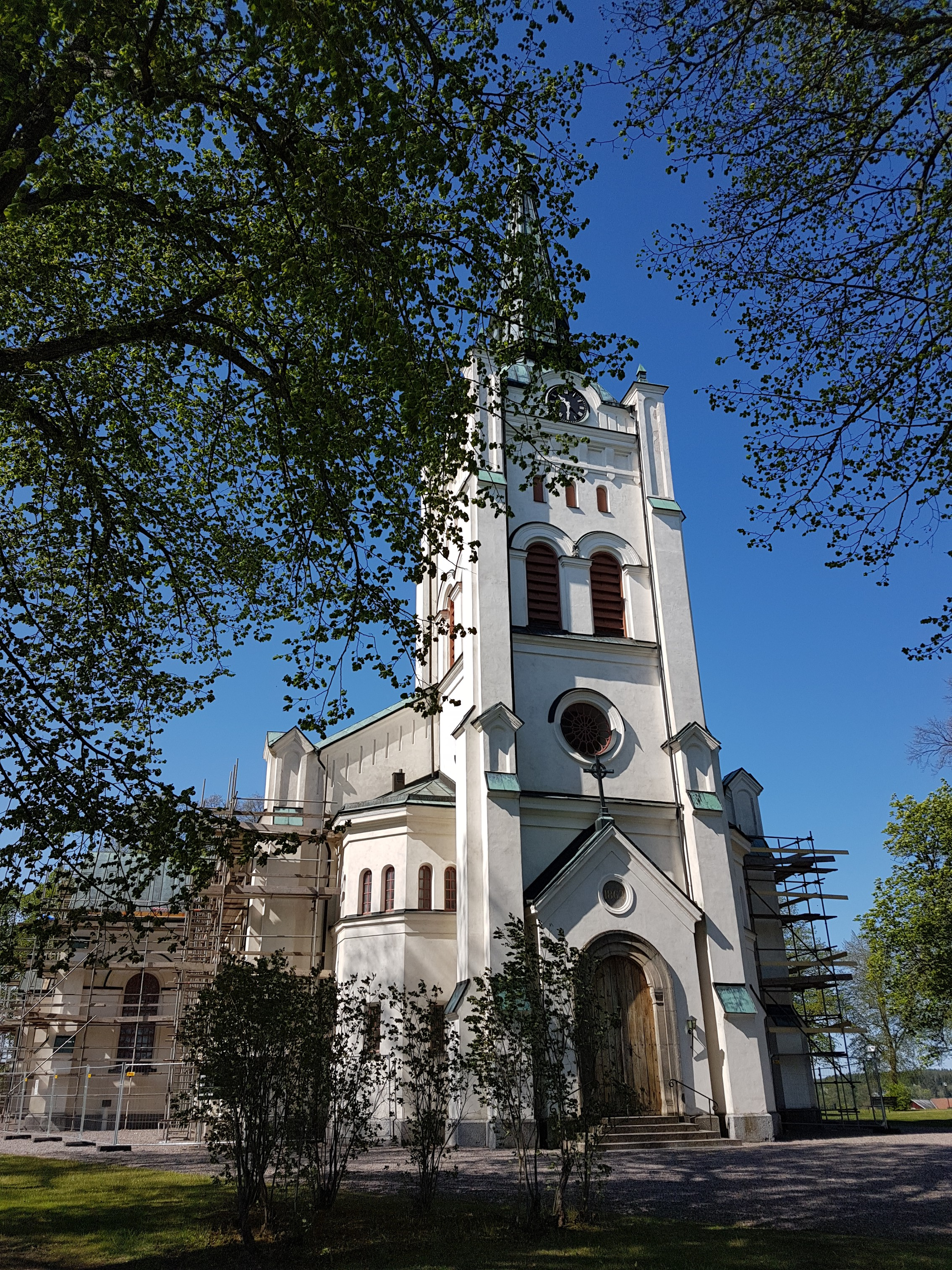
Kyrktornet 2016.
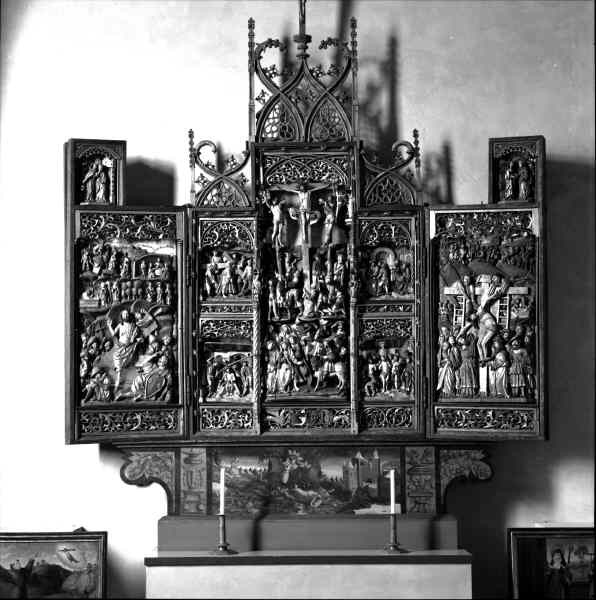
Altarskåpet från 1524 som numera finns i Statens historiska museums samlingar.
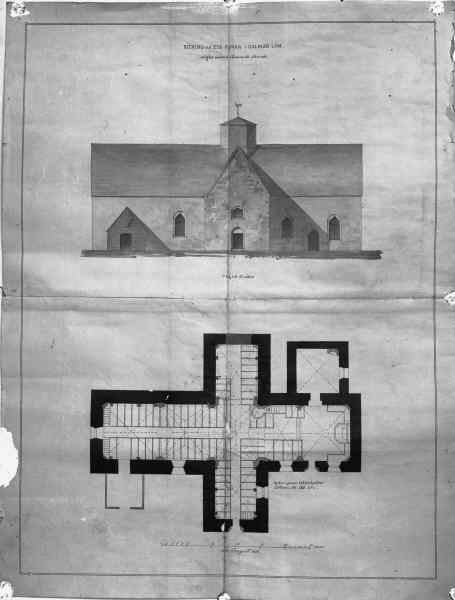
Teckning av den gamla kyrkan mot söder samt planritning, 1923.
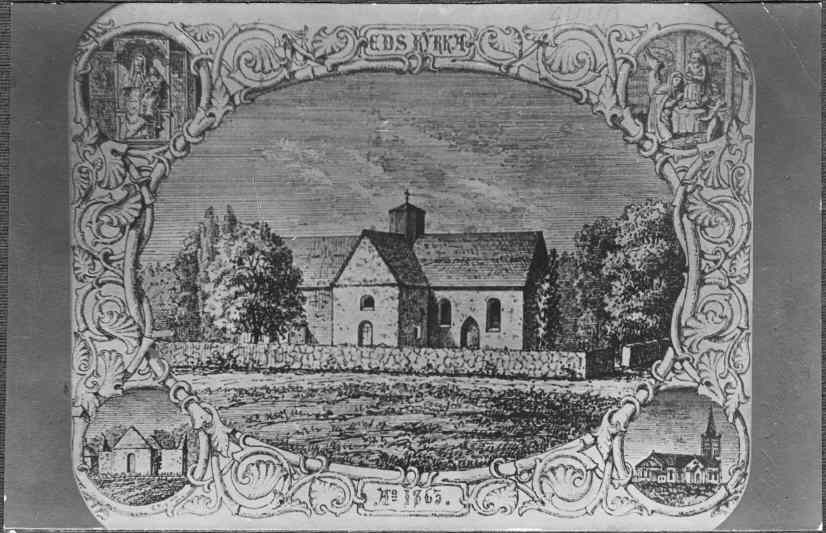
Den gamla kyrkan på en kolteckning 1865.
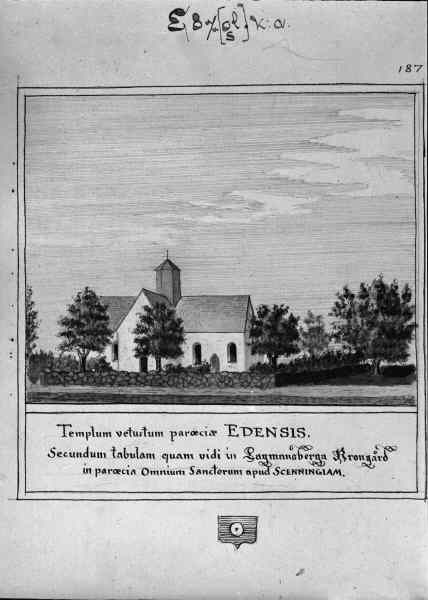
Kyrkan på 1800-talet.
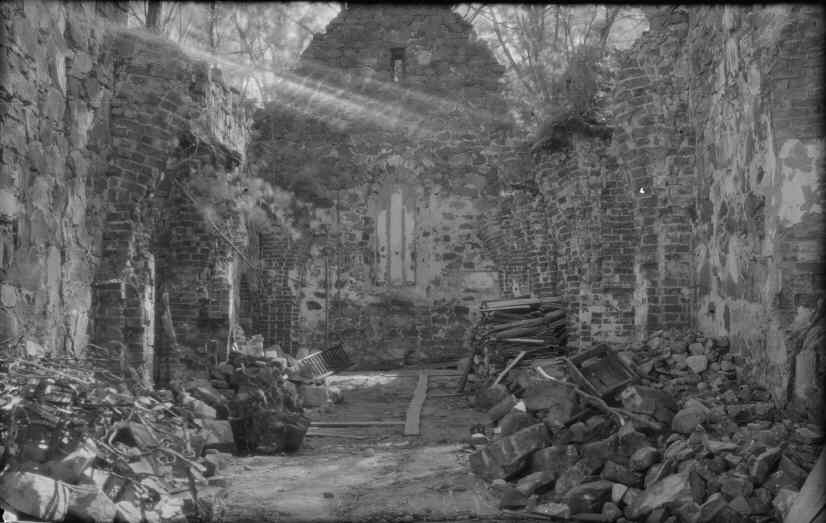
Kyrkoruinen 1921.
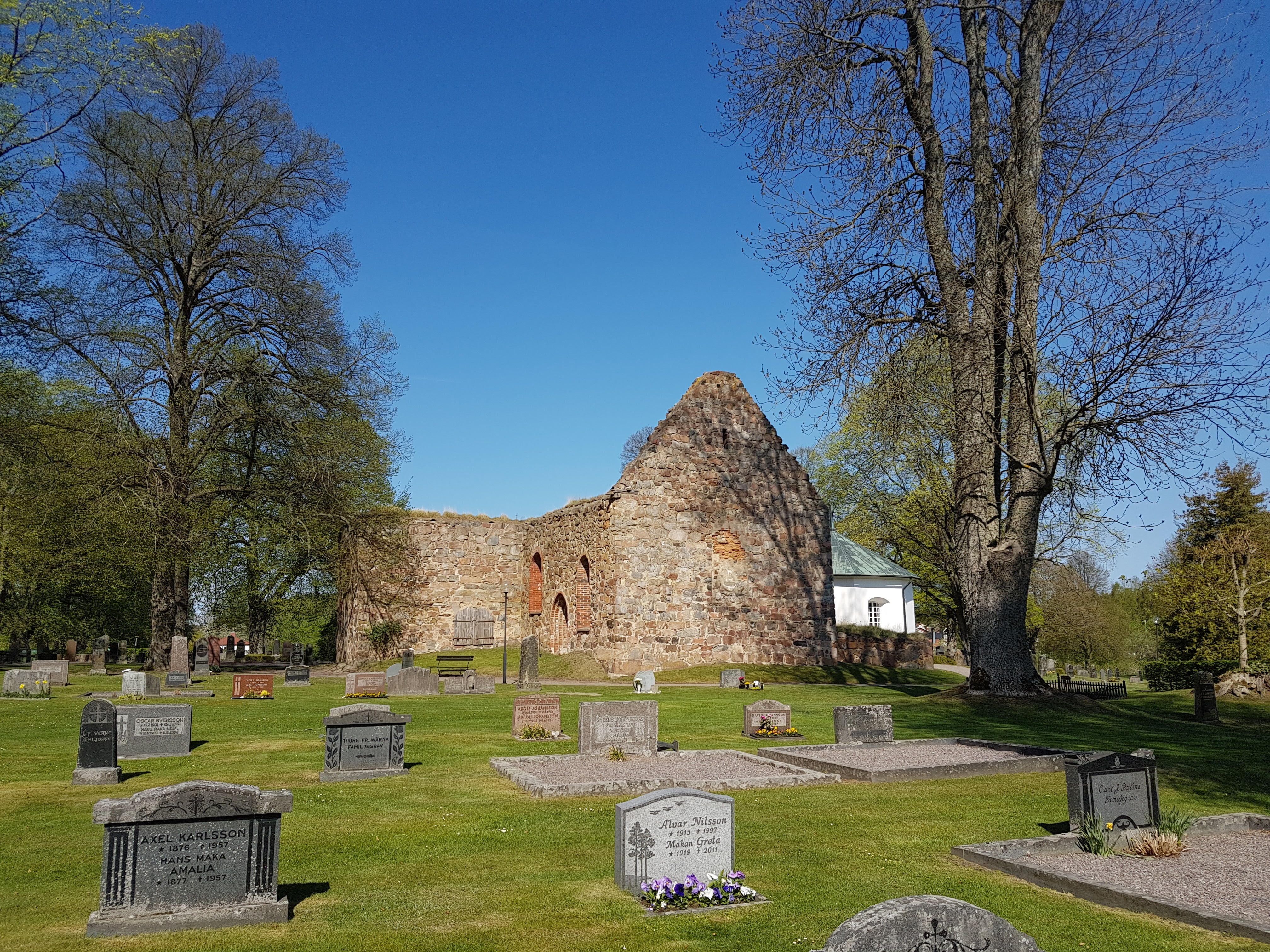
Kyrkoruinen 2016.
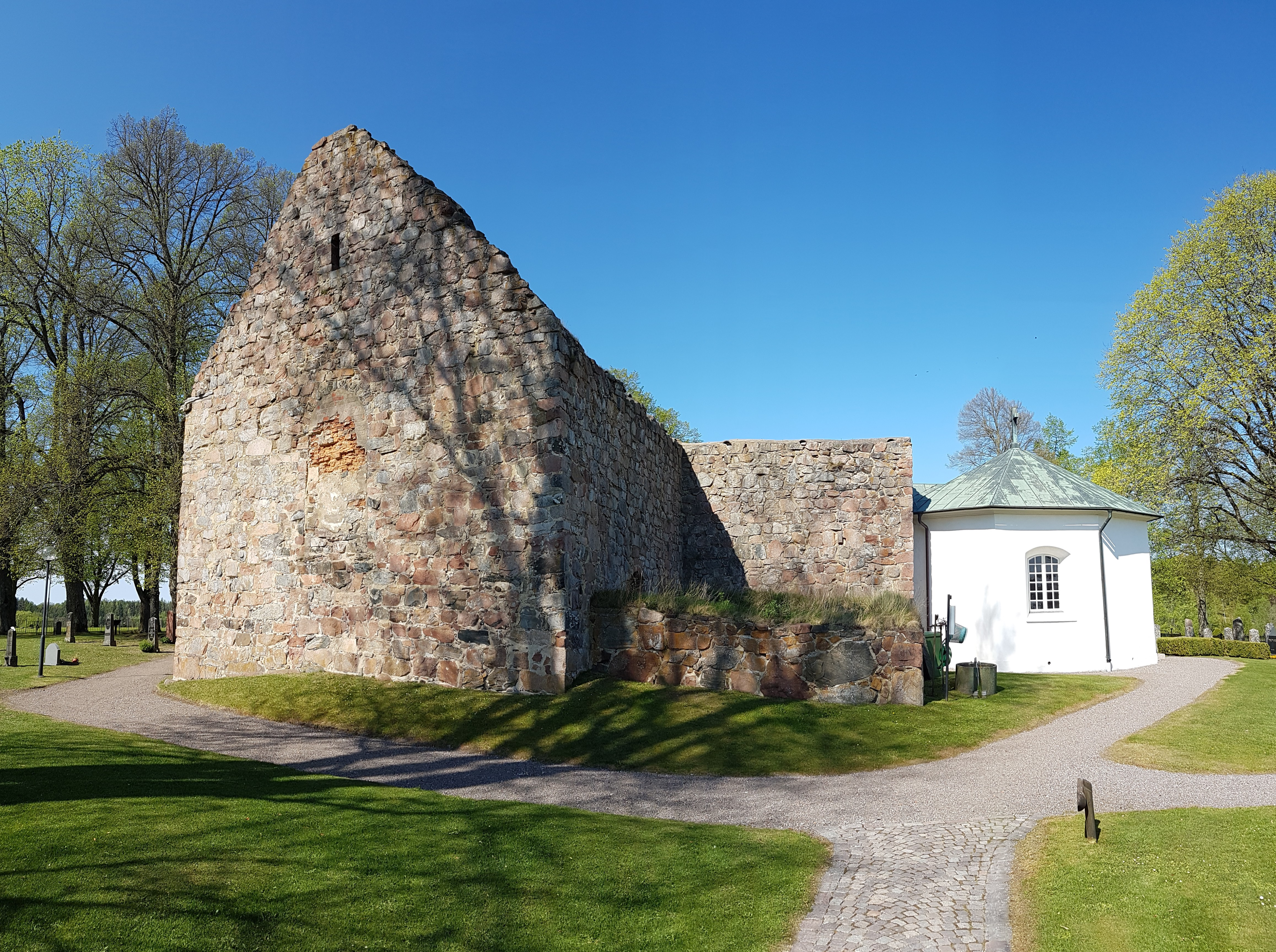
Kyrkoruinen och det Götherhielmska gravkoret, 2016
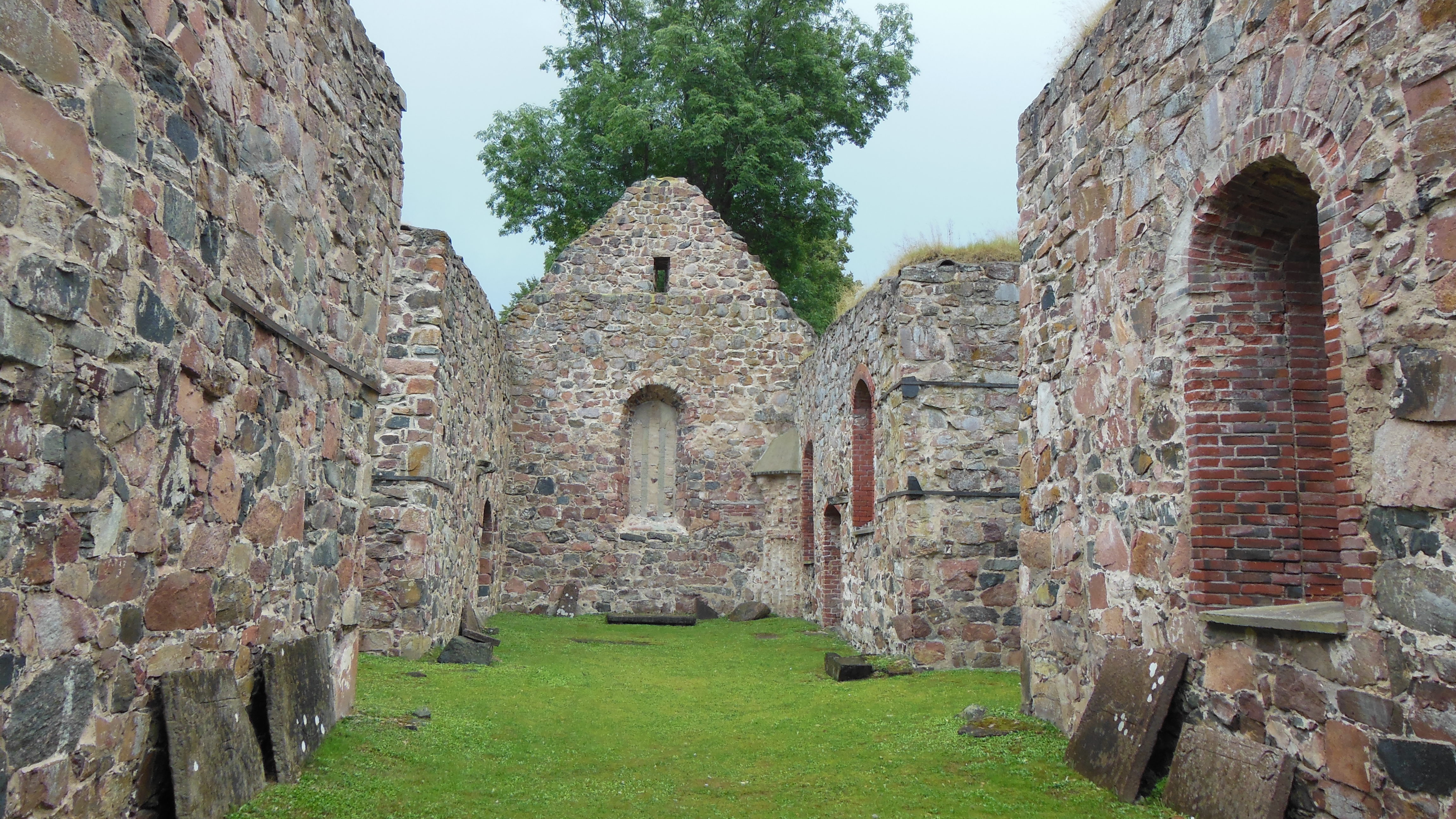
Interiör i ruinen 2013.
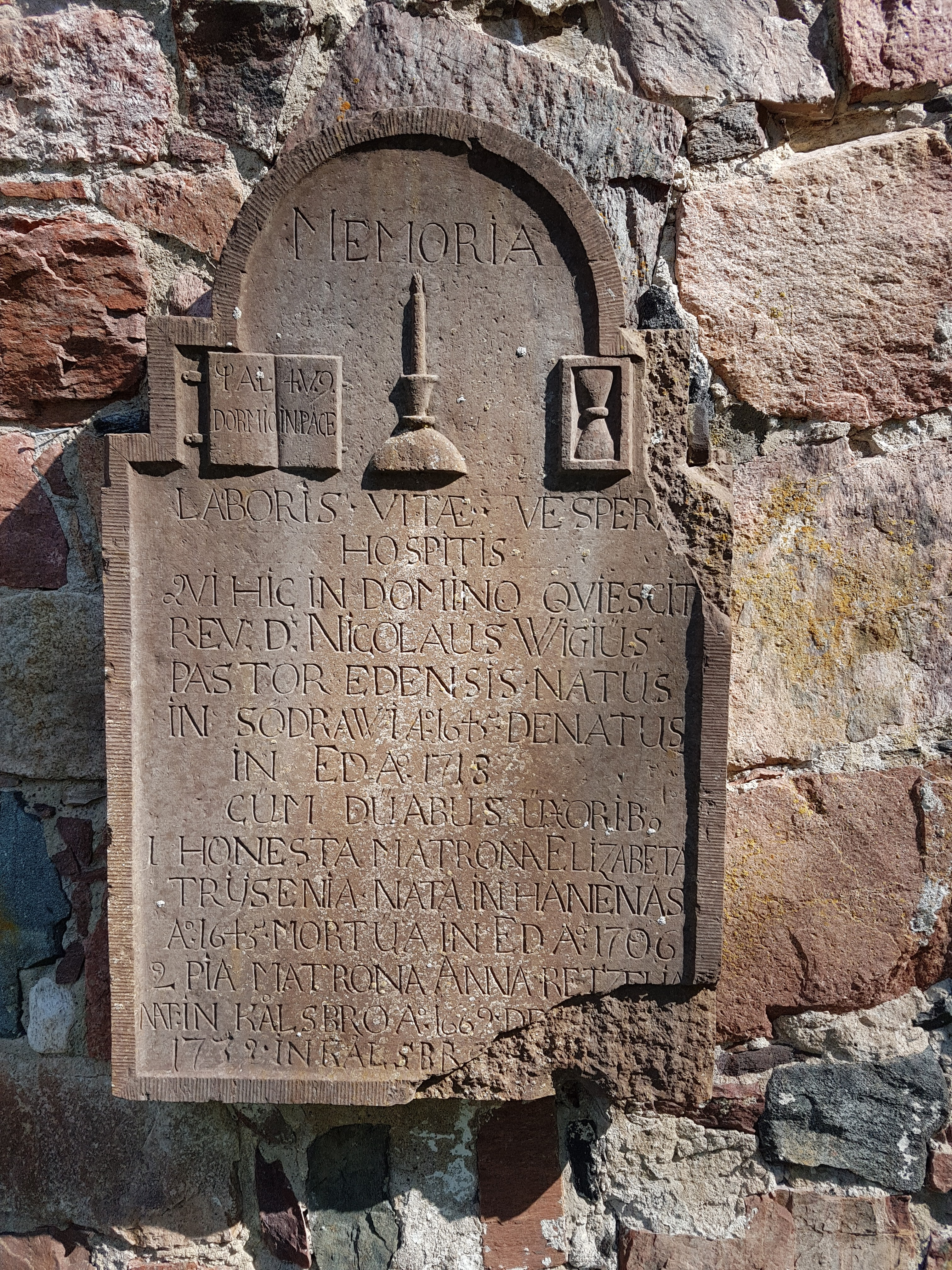
En gammal stenplatta vid en av ingångarna.
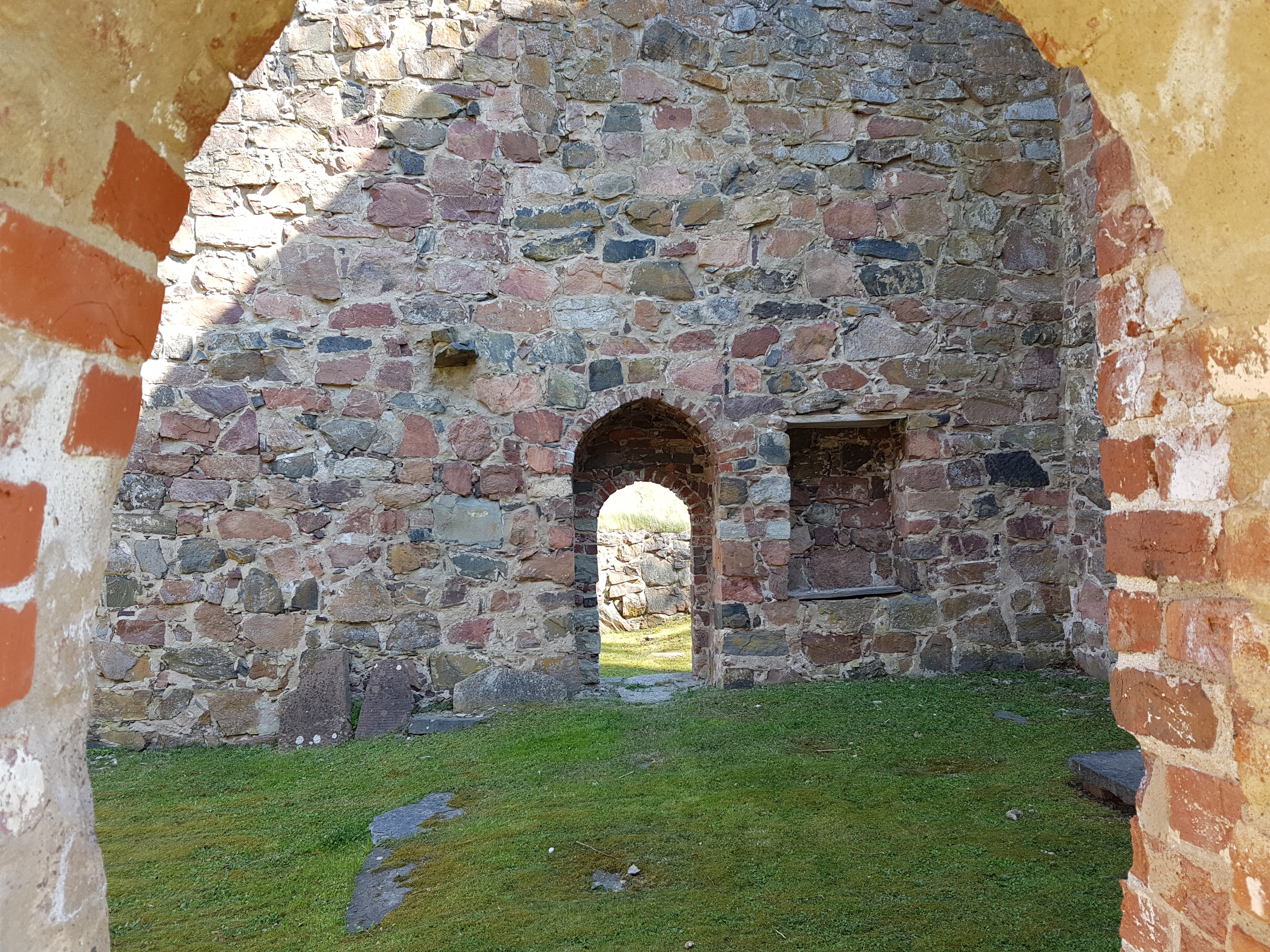
Interiör i ruinen 2016.
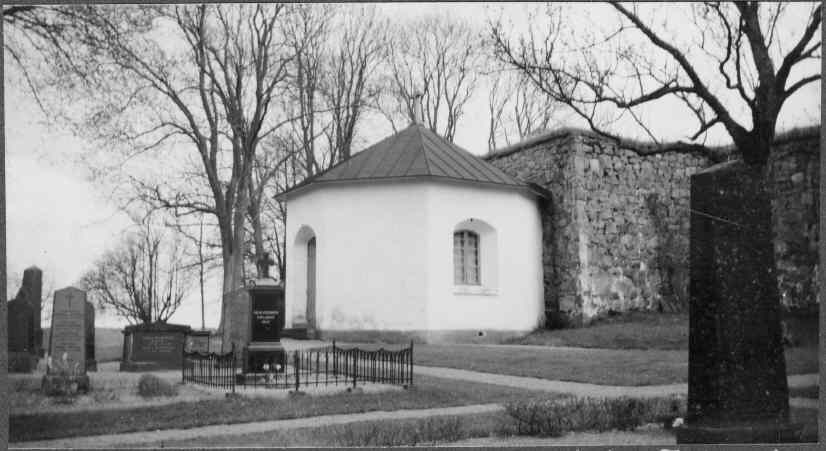
Ruinen och det Götherhielmska gravkoret mot nordväst, 1962.
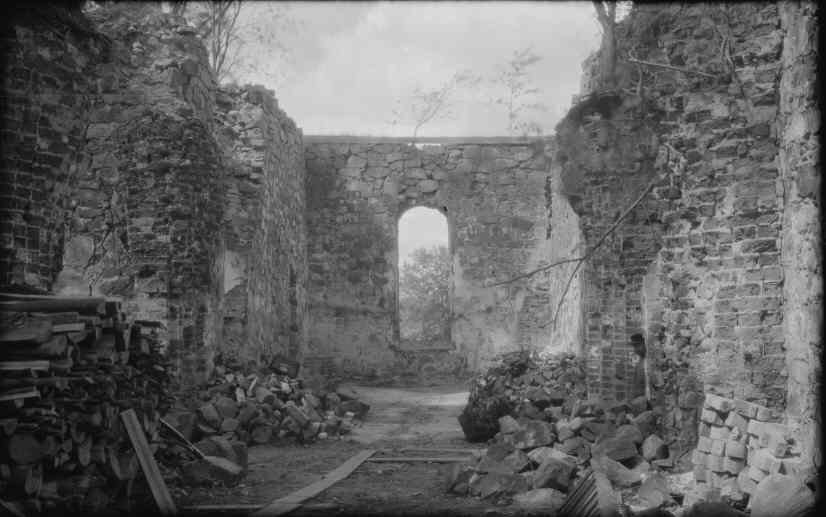
Kyrkoruinen 1921.